# Laignes
Laignes je naselje in občina v francoskem departmaju Côte-d'Or regije Burgundije. Leta 1999 je naselje imelo 881 prebivalcev.

## Geografija
Kraj leži v pokrajini Burgundiji v bližini meje s Šampanjo, 88 km severozahodno od središča Dijona.

## Uprava
Laignes je sedež istoimenskega kantona, v katerega so poleg njegove vključene še občine Balot, Bissey-la-Pierre, Bouix, Cérilly, Channay, Étais, Fontaines-les-Sèches, Griselles, Larrey, Marcenay, Molesme, Nesle-et-Massoult, Nicey, Planay, Poinçon-lès-Larrey, Puits, Savoisy, Verdonnet, Vertault in Villedieu s 3.328 prebivalci.
Kanton Laignes je sestavni del okrožja Montbard.